# Thunbergia erecta
Espèce
Classification phylogénétique
Thunbergia erecta est une espèce de plantes à fleurs de la famille des Acanthaceae. C'est un arbuste originaire d'Afrique occidentale.
À longueur d’année, de nombreuses fleurs violettes ou blanches, à gorge jaune d’or, font l’attrait ornemental de cette plante.

## Galerie

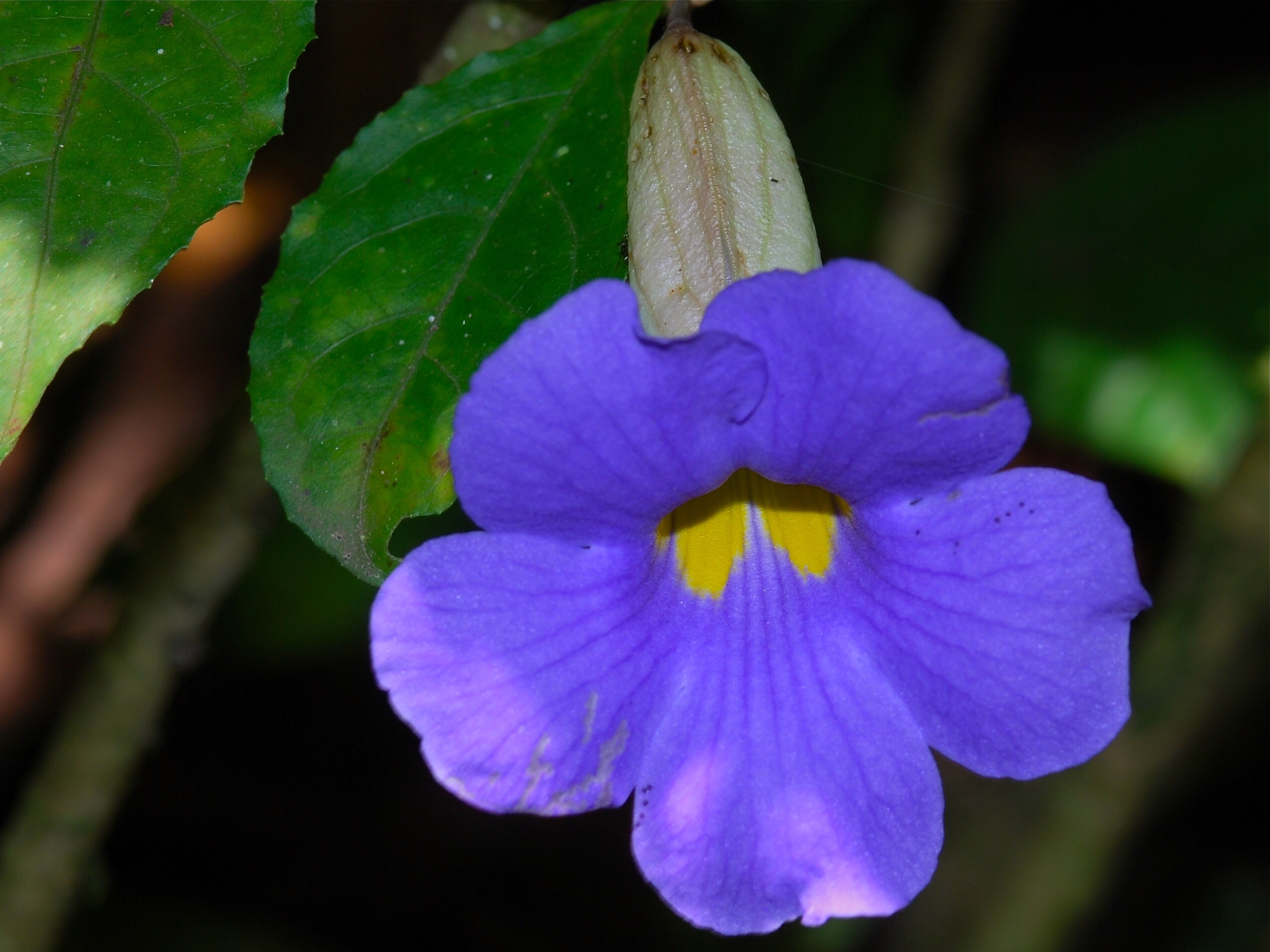
Dans le Parc national de Kibale, en Ouganda.
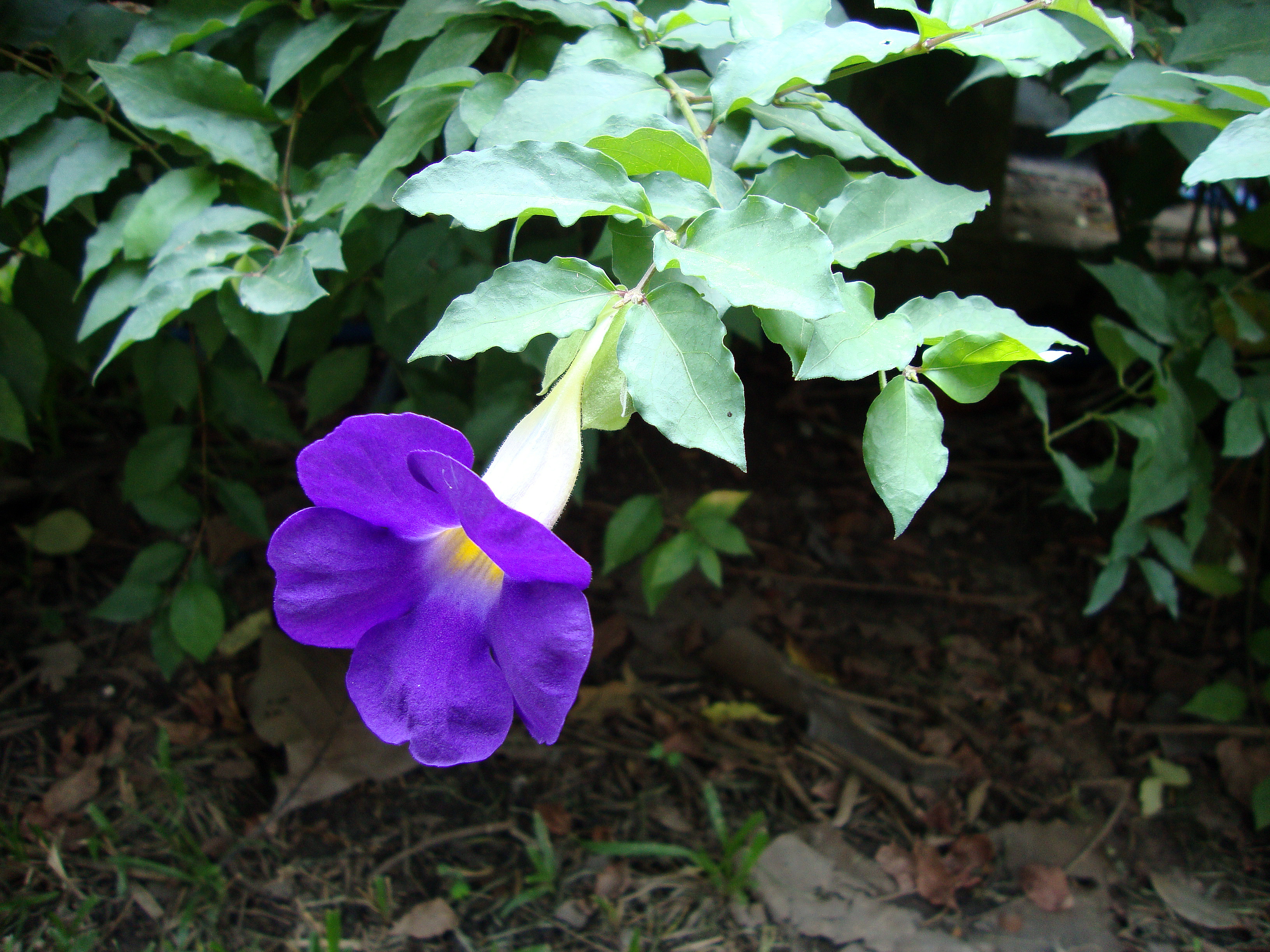
Au Vietnam.